# Sisis rotundus
Espèce
Synonymes
- Lophocarenum rotundum Emerton, 1925

Sisis rotundus est une espèce d'araignées aranéomorphes de la famille des Linyphiidae.

## Distribution
Cette espèce se rencontre au Canada en Colombie-Britannique, au Yukon, en Alberta, en Saskatchewan, au Manitoba, en Ontario, au Québec et en Terre-Neuve-et-Labrador et aux États-Unis en Alaska et au Washington.

## Publication originale
- Emerton, 1925 : New spiders from Canada and the adjoining states, No. 4. The Canadian Entomologist, vol. 57, p. 65-69.